# Gniewoszów (Międzylesie)
Gniewoszów (IPA: [ɡɲɛˈvɔʂuf], in tedesco Seitendorf, in ceco Hněvošov) è un villaggio nel comune urbano-rurale di Międzylesie, all'interno del distretto di Kłodzko nel Voivodato della Bassa Slesia, nella Polonia sud-occidentale.
È situato a circa 8 km a nord-ovest di Międzylesie, 27 km a sud di Kłodzko e 108 km a sud di Breslavia. Il villaggio ha una popolazione di 77 abitanti.
Nei pressi del villaggio di Gniewoszów si trova il castello di Szczerba, accedendo dalla strada voivodatale 389.